# Cycas javana
Cycas javana — вид голонасінних рослин класу саговникоподібні (Cycadopsida).
Етимологія: від острова Ява, з латинським суфіксом -ana — «у зв'язку з, пов'язаність», посилаючись на її зростання й первісний збір з Яви.

## Опис
Стовбури деревовиді. Листки яскраво-зелені, високо глянцеві. Пилкові шишки веретеноподібні. Мегаспорофіли 24–36 см в довжину. Насіння яйцеподібне.

## Поширення, екологія
Країни поширення: Індонезія (Ява, Суматра). Цей вид росте в низинних районах або в безпосередній близькості до дощового лісу. Рослини також є в закритому лісі на схилах і гірських хребтах від низьких до середніх висот, головним чином на вулканічних ґрунтах.

## Загрози та охорона
Велика частина незайманих лісів проживання була очищена або деградувала в останні десятиліття і втрата середовища проживання продовжується і сьогодні.